# Philobota partitella
Philobota partitella là một loài bướm đêm thuộc họ Oecophoridae. Nó được tìm thấy ở Úc.